# Provincia Noroeste (Sri Lanka)
La Provincia del Noroeste (Cingalés: වයඹ පළාත; Tamil: வட மேல் மாகாணம்) es una provincia de Sri Lanka. Su capital es Kurunegala, que tiene una población de 28.571 habitantes. La provincia es conocida principalmente para sus plantaciones numerosas de coco. Otras ciudades importantes en esta provincia son Chilaw (24.712) y Puttalam (45.661), ciudades pesqueras. La mayoría de la población de la Provincia del Noroeste pertenece a la etnia cingalesa. Hay también una minoría étnica de Moros srilankeses que habitan en los alrededores de Puttalam. La pesca, el cultivo de algunos cereales y las plantaciones del árbol de caucho son otras industrias prominentes de la región. La provincia tiene un área de 7.888 km², y una población de 2.370.075 pobladores (2011).

## Distritos
Solo posee dos distritos a saber:
- Kurunegala (4.771 km²)
- Puttalam (2.976 km²)

## Principales Ciudades y Poblados
- Kurunegala
- Puttalam
- Chilaw (Halawatha)
- Wennappuwa
- Mawathagam
- Kuliyapitiya
- Wariyapola
- Marawila
- Dankotuwa
- Narammala
- Mawathagama
- Malsiripura
- Polgahawela
- Ibbagamuwa
- Nikaweratiya
- Maho
- Galgamuwa
- Nattandiya
- Anamaduwa
- Kalpitiya
- Bangadeniya
- Palavi
- Thalawila
- Giriulla
- Pannala
- Dambadeniya
- Hiriyala
- Yapahuwa
- Hettipola

## Educación
La universidad de Wayamba de Sri Lanka es el único instituto educativo superior situado en la provincia. El Colegio José Vaz una de las escuelas nacionales en la provincia.

## Carreteras
La región se vale de un extenso sistema de carreteras y de caminos que proporciona acoplamientos a las ciudades principales y a puertos en Sri Lanka. Algunas rutas principales: 
- A 6: Ambepussa – Kurunegala – Dambulla – Trincomalee (192 km)
- A 10: Katugastota – Kurunegala – Puttalam (125 km)
- A 12: Puttalam-Anuradhapura-Trincomalee (179 km)

## Ferrocarriles
- Colombo, Ragama Junction, Polgahawela Junction, Kurunegala, Maho Junction, Anuradhapura.
- Colombo, Ragama Junction, Negombo, Chilaw, Bangadeniya and Puttalam (1926). Una ruta de 83 millas (134 km) a lo largo de la costa oeste.

## Recursos Minerales
Posee los siguientes:
- Arcilla
- Mica
- Arena de Silicona
- Grafito
- Piedra caliza Miocene